# Harish-Chandra
Harish-Chandra (Kanpur, 11 ottobre 1923 – Princeton, 16 ottobre 1983) è stato un matematico indiano, conosciuto per il suo contributo in teoria delle rappresentazioni,  soprattutto per quanto riguarda l'analisi armonica su algebre di Lie semisemplici.

## Riconoscimenti
- 1954 Premio Cole
- 1974 Medaglia Srinivasa Ramanujan